# Centralia, Pennsylvania

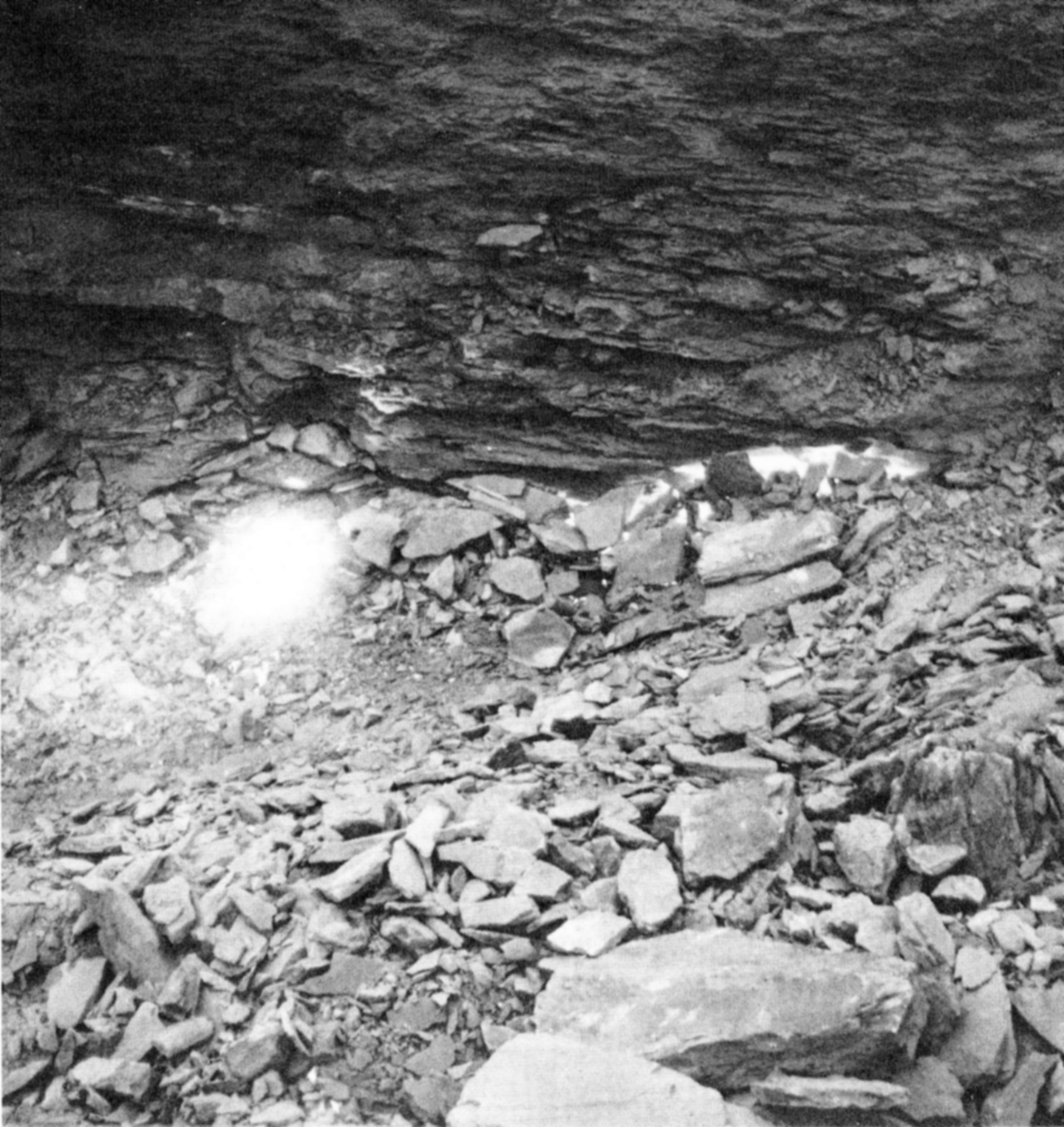
En liten del av kolbranden så som den såg ut efter att ha blivit exponerad efter en underjordisk utgrävning 1969.

Centralia är en kommun i Pennsylvania i USA. Staden är nästan öde, förutom de fem personer som vägrat överge sin hemstad. År 1981 hade Centralia en befolkning på över tusen invånare.
Stadens avfolkning började 1962 när en brand i kolgruvan under staden bröt ut. Försök att släcka branden har gjorts flera gånger, bland annat på 1960- och 1970-talet, men gruvan har fortsatt att brinna. Elden är så varm att vattnet som man försökte släcka elden med avdunstade. Kolbranden spred sig över hela staden underifrån och giftiga ångor började stiga upp ur marken på 1970-talet. Centralias huvudgata har kollapsat på flera ställen. Majoriteten av befolkningen bodde kvar till 1992, då staten köpte en stor del av husen och senare rev dem. Centralias postnummer togs ur drift 2002.

## Galleri

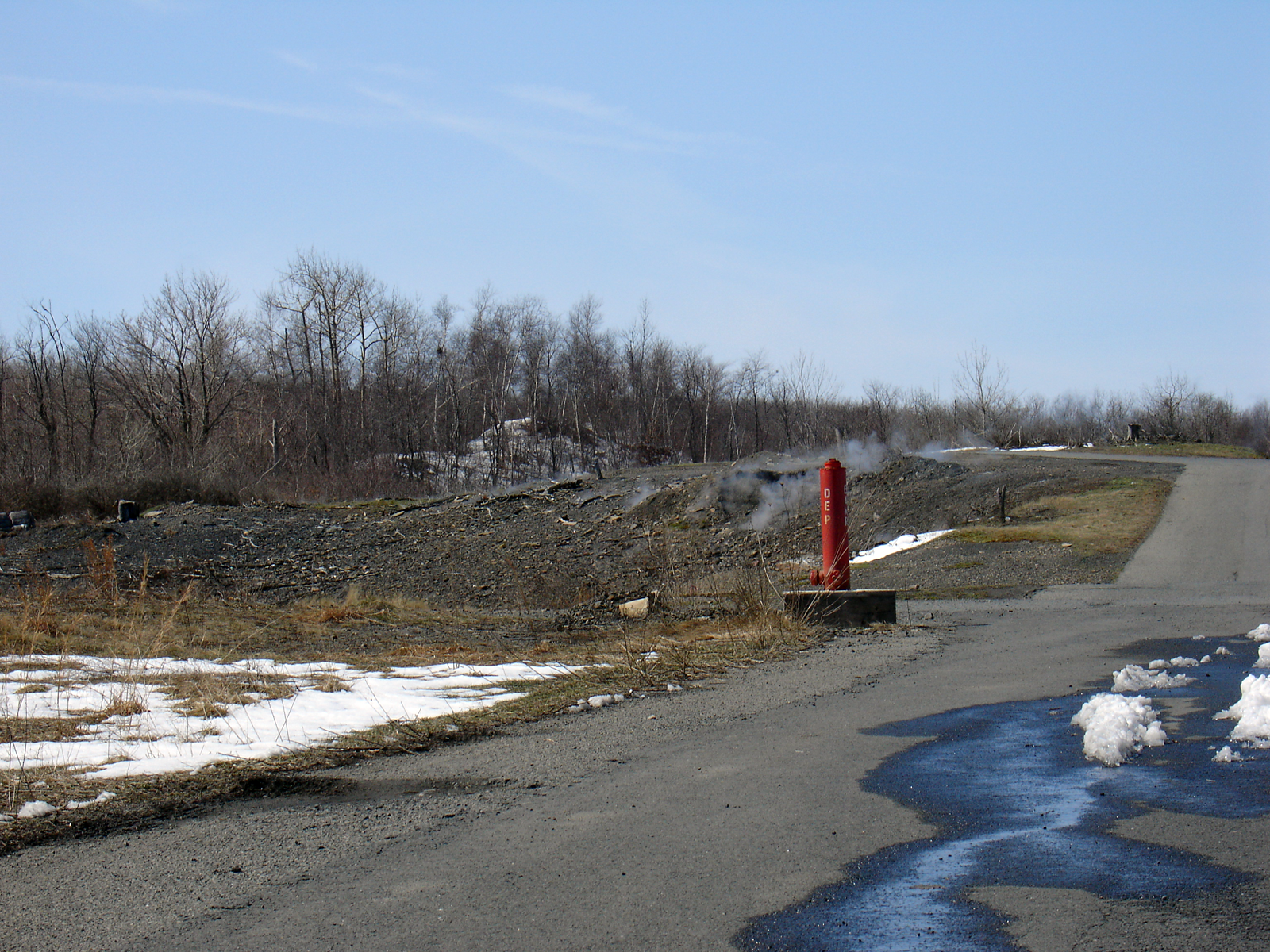
Buck Veins kolflöts.
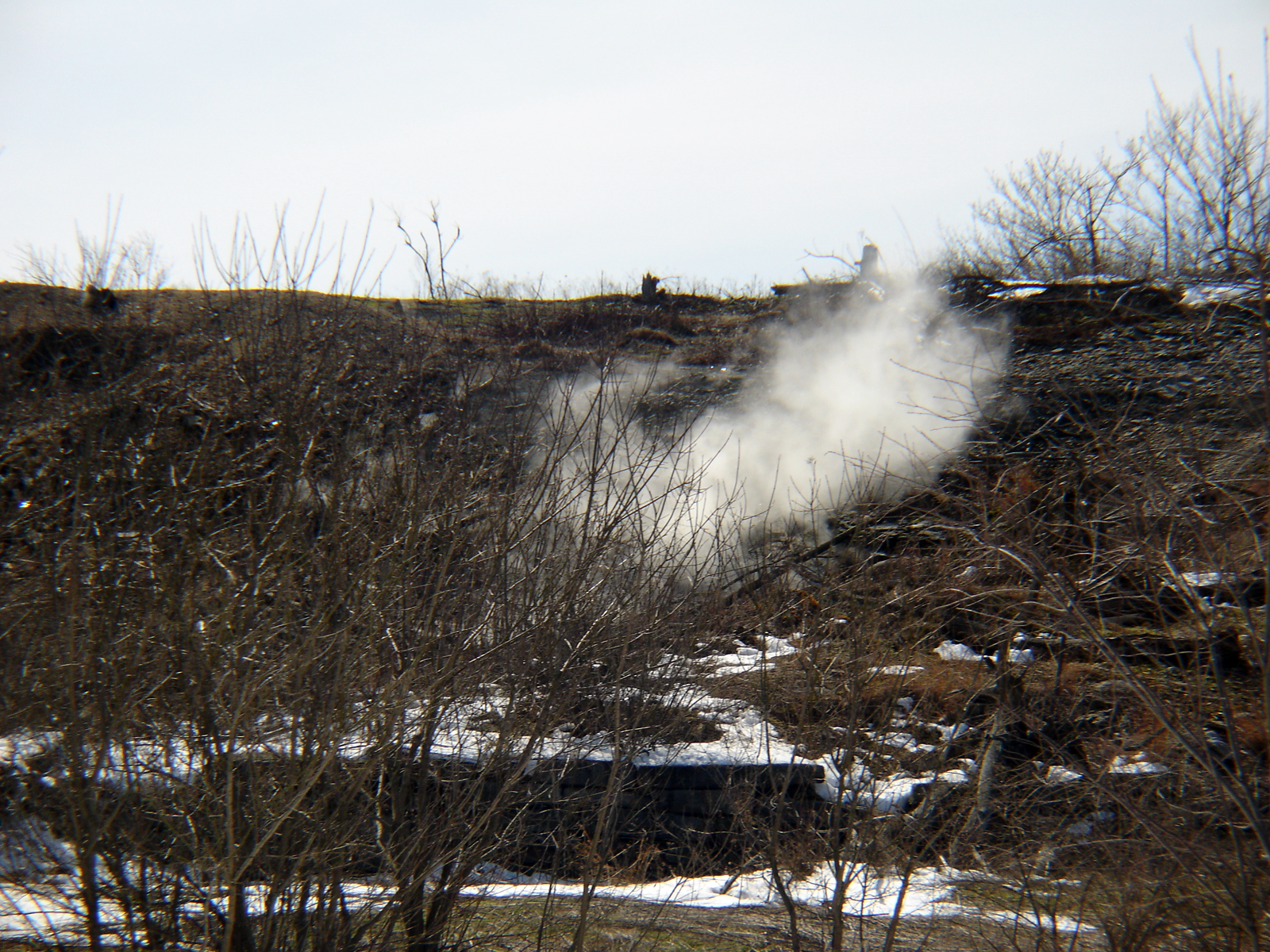
En rökpelare som stiger från marken.
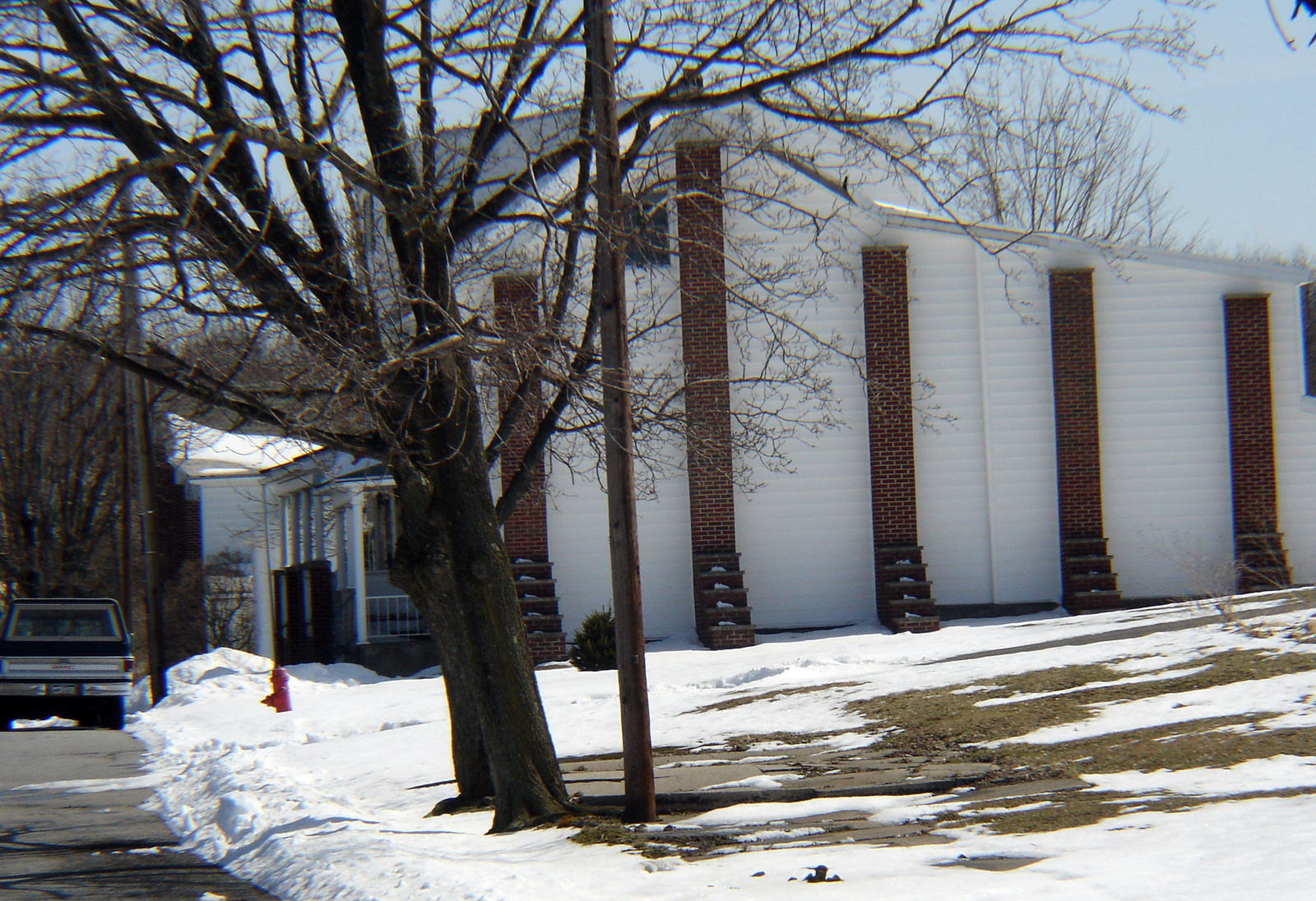
En husrad som står ensam.
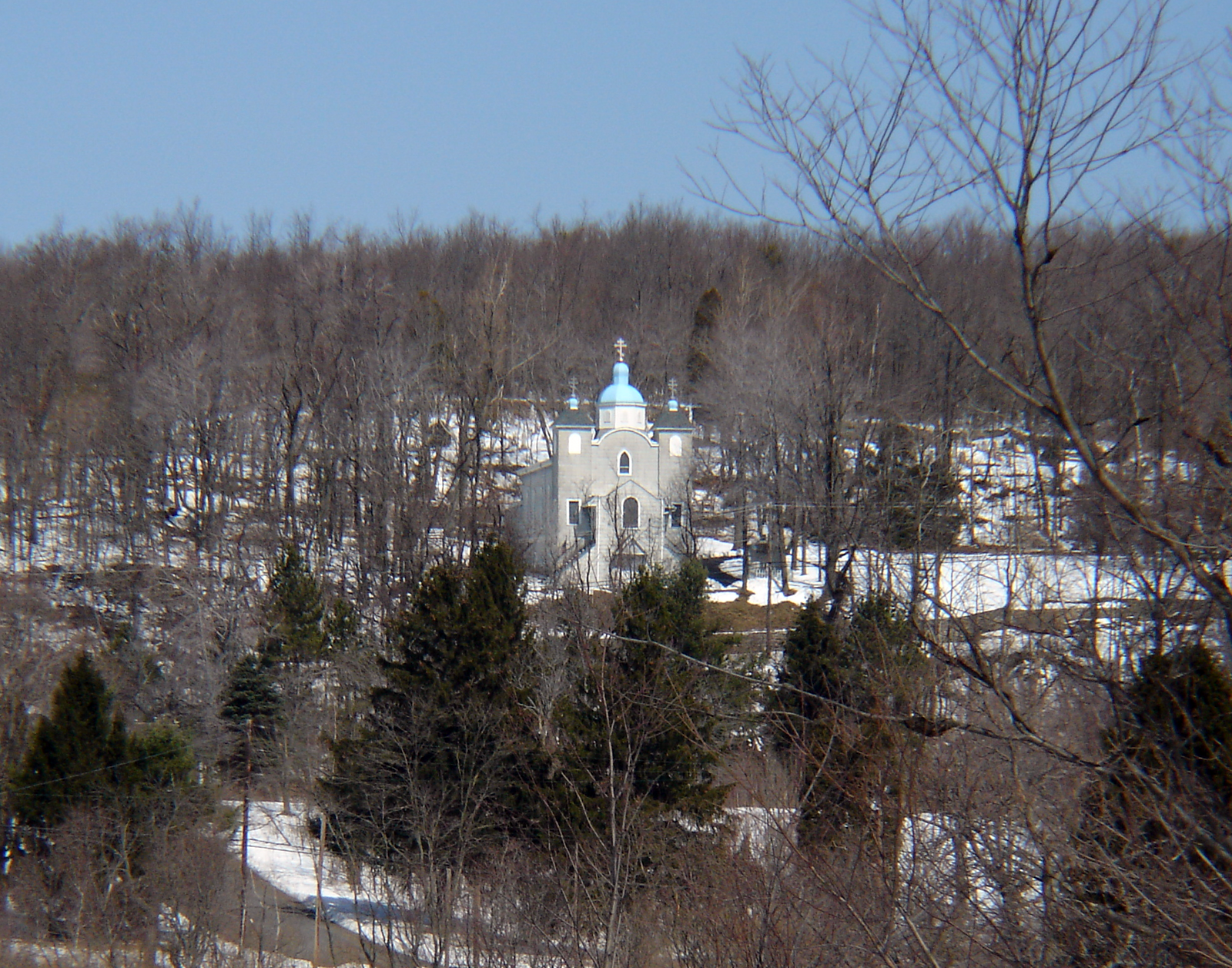
Den ukrainsk-grekiska katolska kyrkan "Jungfru Marie himmelsfärd".
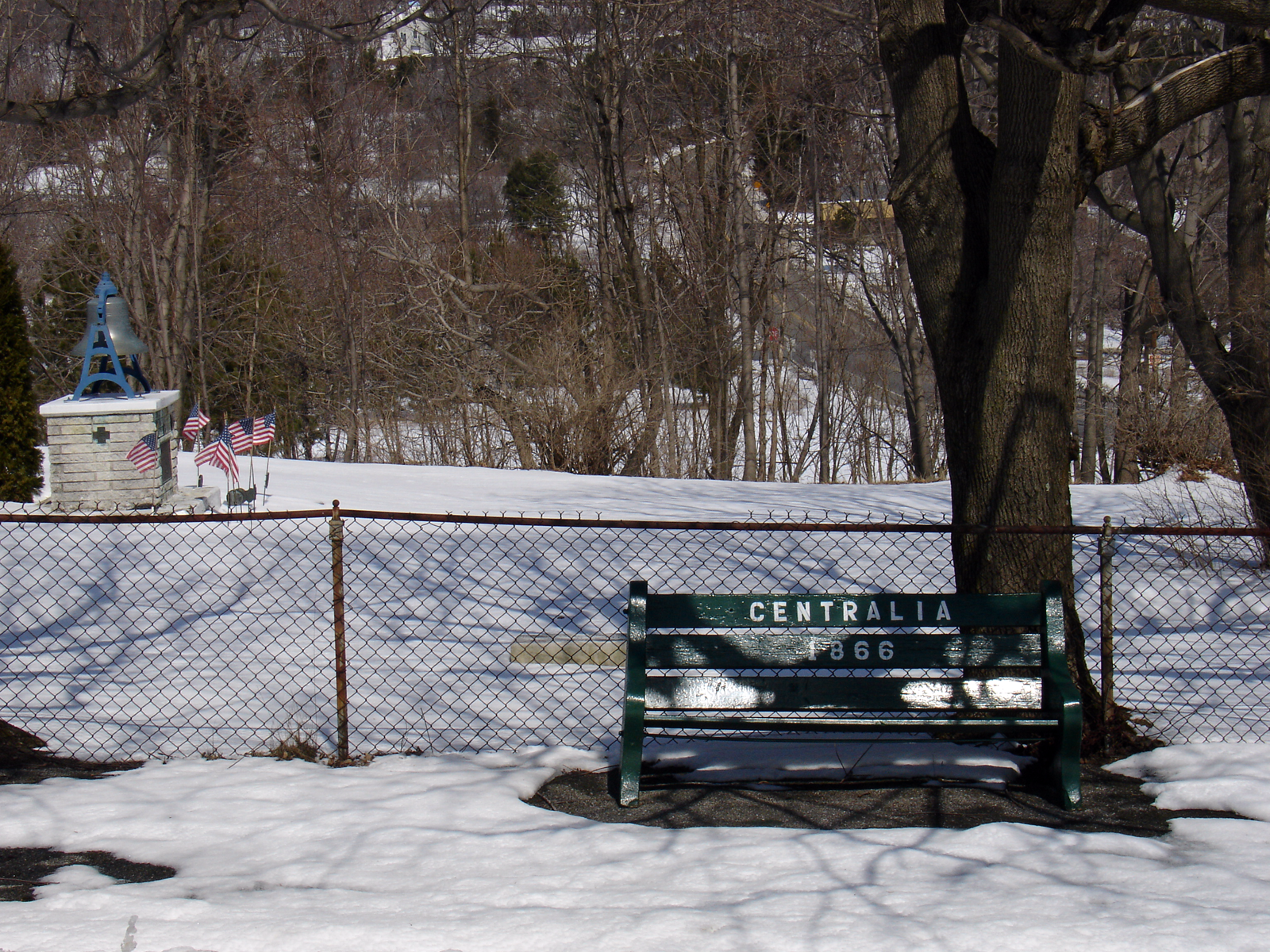
American Legions före detta tomt.
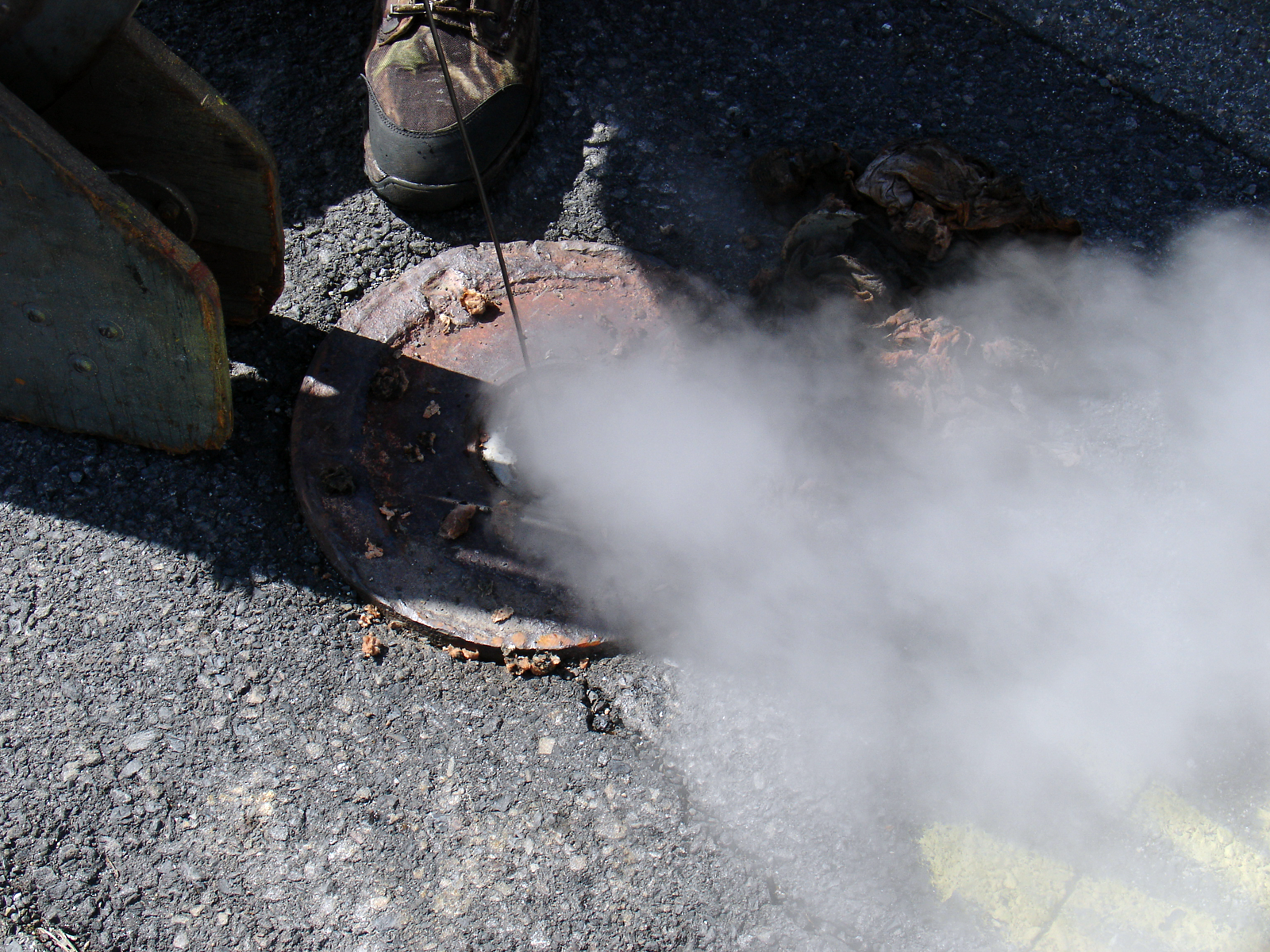
Ett av delstatens miljömyndighets mäthål.
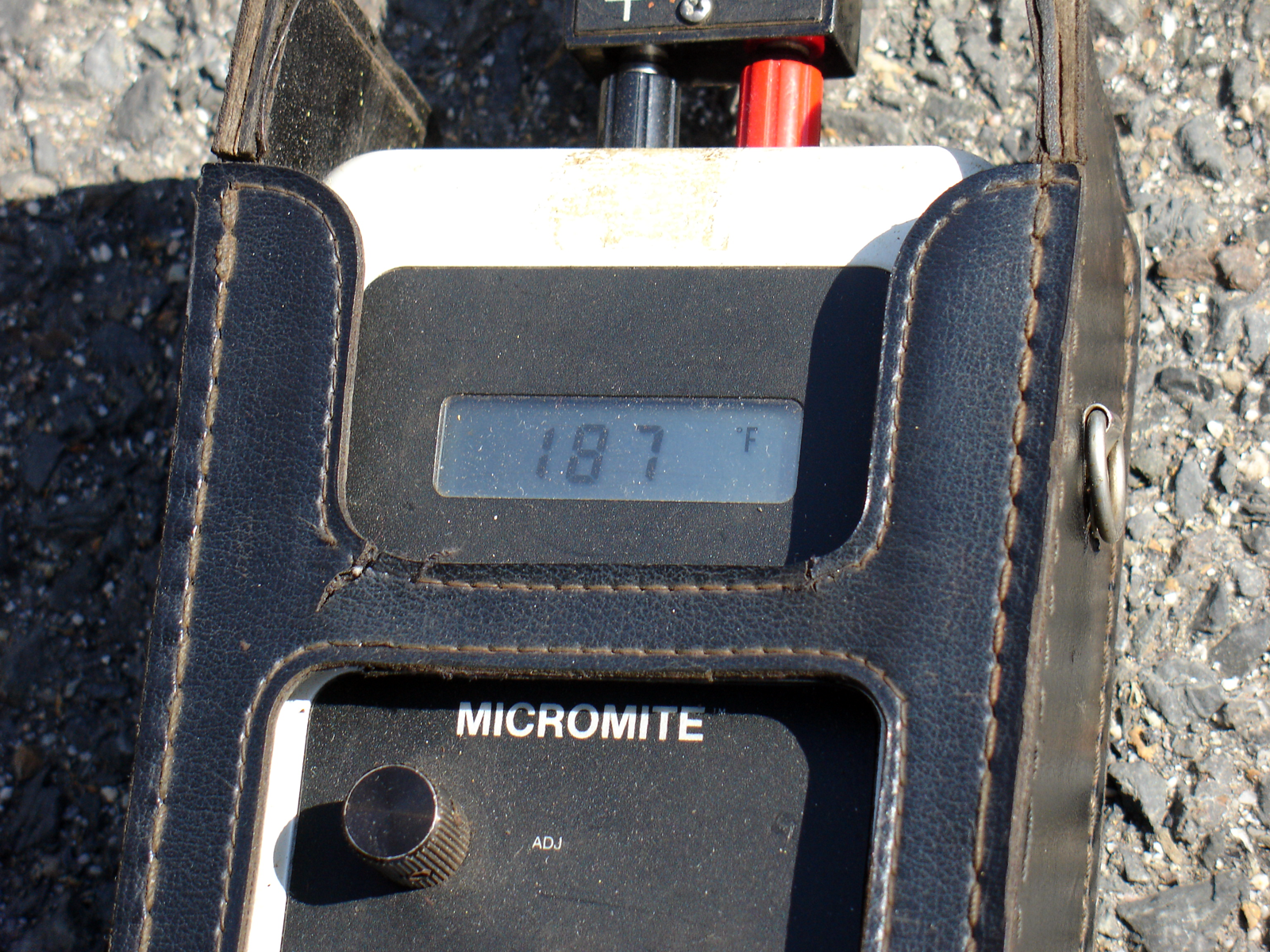
En avläsning av 187°F (86°C).
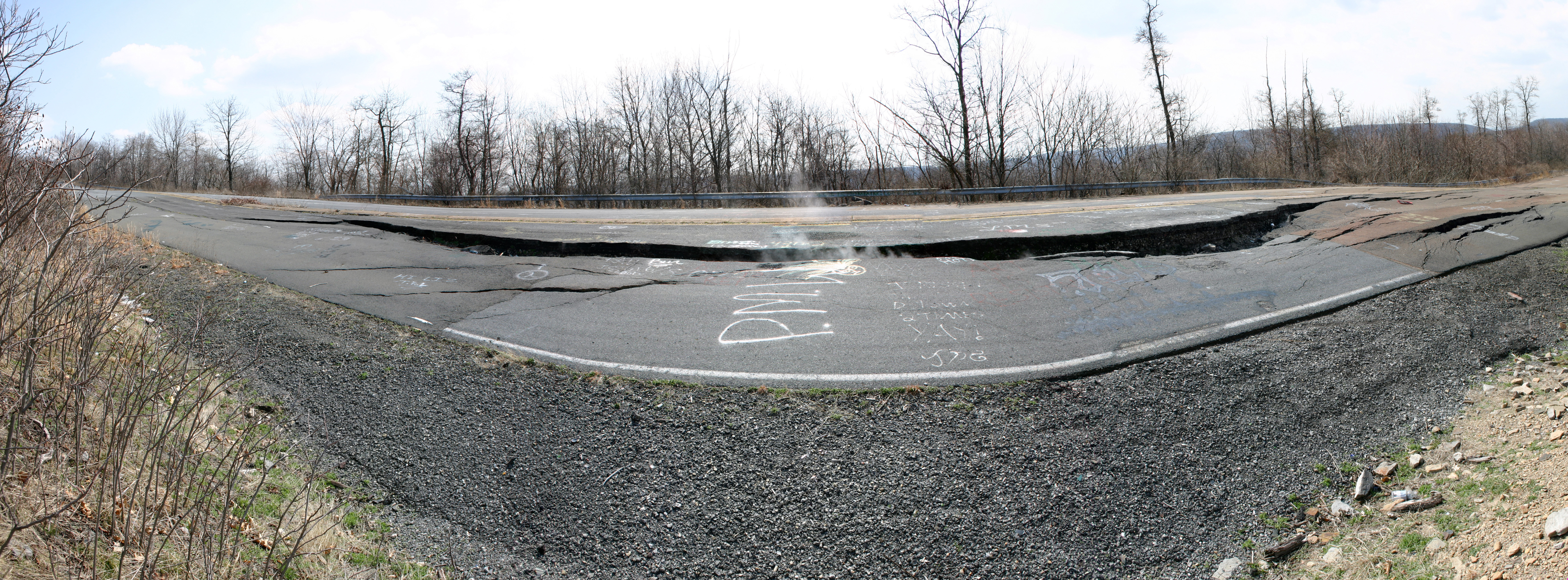
Den förstörda delen av väg 61 i Centralia.